# Ralph Brinkhaus
Ralph Brinkhaus (Wiedenbrück, Alemania; 15 de junio de 1968) es un político alemán de la CDU.

## Biografía
El 25 de septiembre de 2018 fue elegido presidente del grupo parlamentario CDU/CSU en el Bundestag. Remplazó a Volker Kauder, ganando con 125 a 112 votos, con 2 abstenciones. Ha sido miembro del parlamento desde 2009. Es católico.